# Повидз
По́видз — село в Гмине Повидз, в Слупецком повете, Великопольского воеводства. Находится на левом берегу Повидзкого озера (пол. jezioro Powidzkie).
Дни Повидза: первый уикенд в Августе.

## Достопримечательности
- Костёл (XIX в.)
- деревянная ветряная мельница (XIX в.)
- Повидзкий Пейзажный Парк (пол. Powidzki Park Krajobrazowy)
- пляж на Повидзком Озере